# 안타레스 로켓
안타레스(Antares)는 미국 오비탈 사이언스가 개발한 소모성 우주 발사체이다. 우크라이나의 유즈노예 설계국과 합작개발했다. 2013년 4월 21일 최초 발사를 하였다.
스페이스X사의 팰컨 9와 함께 상업용 궤도 운송 서비스를 담당하고 있다.

## 폭발사고

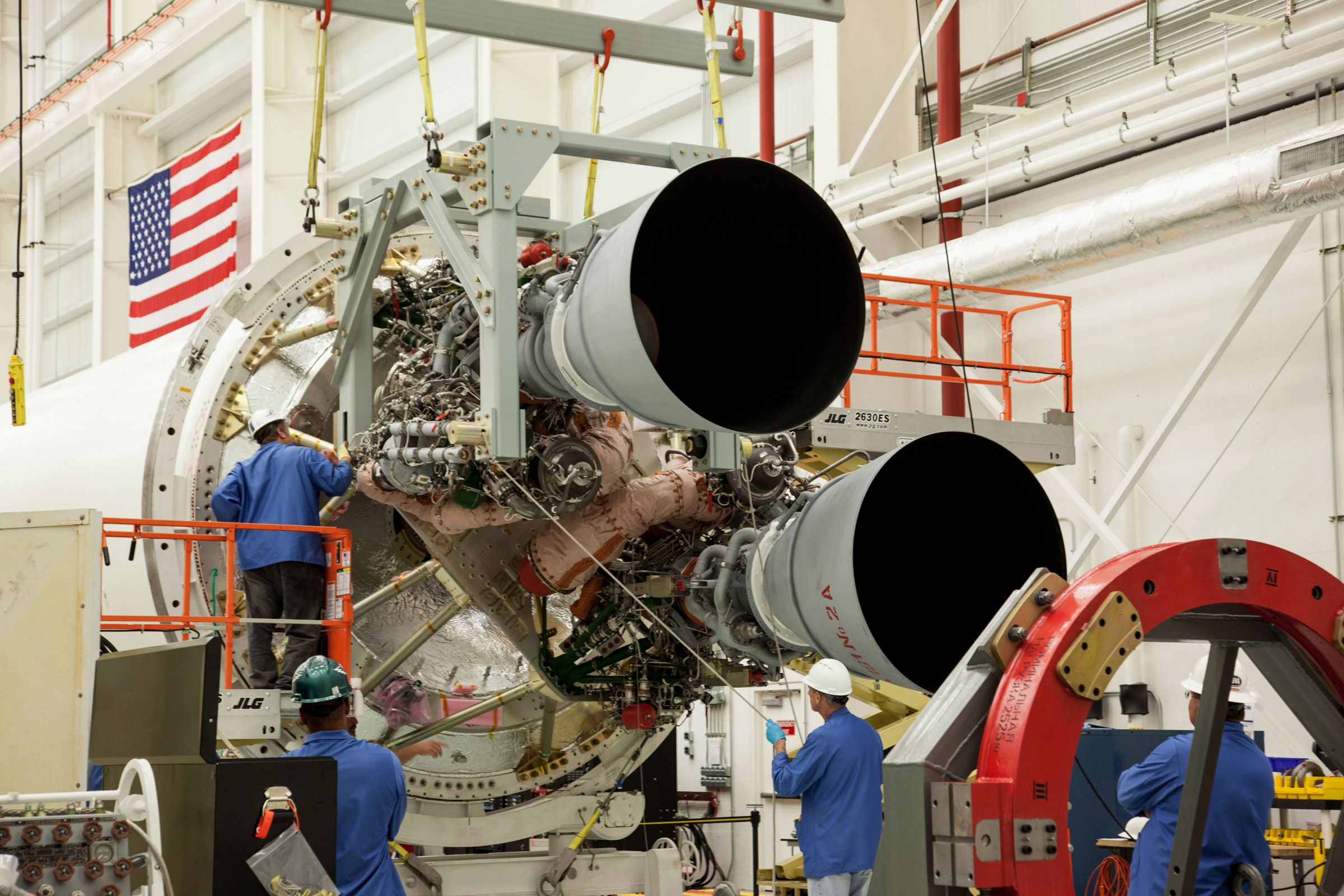
초기에 안타레스의 1단은 나로호의 RD-151을 2개 묶은 RD-181 엔진 1개를 사용했다

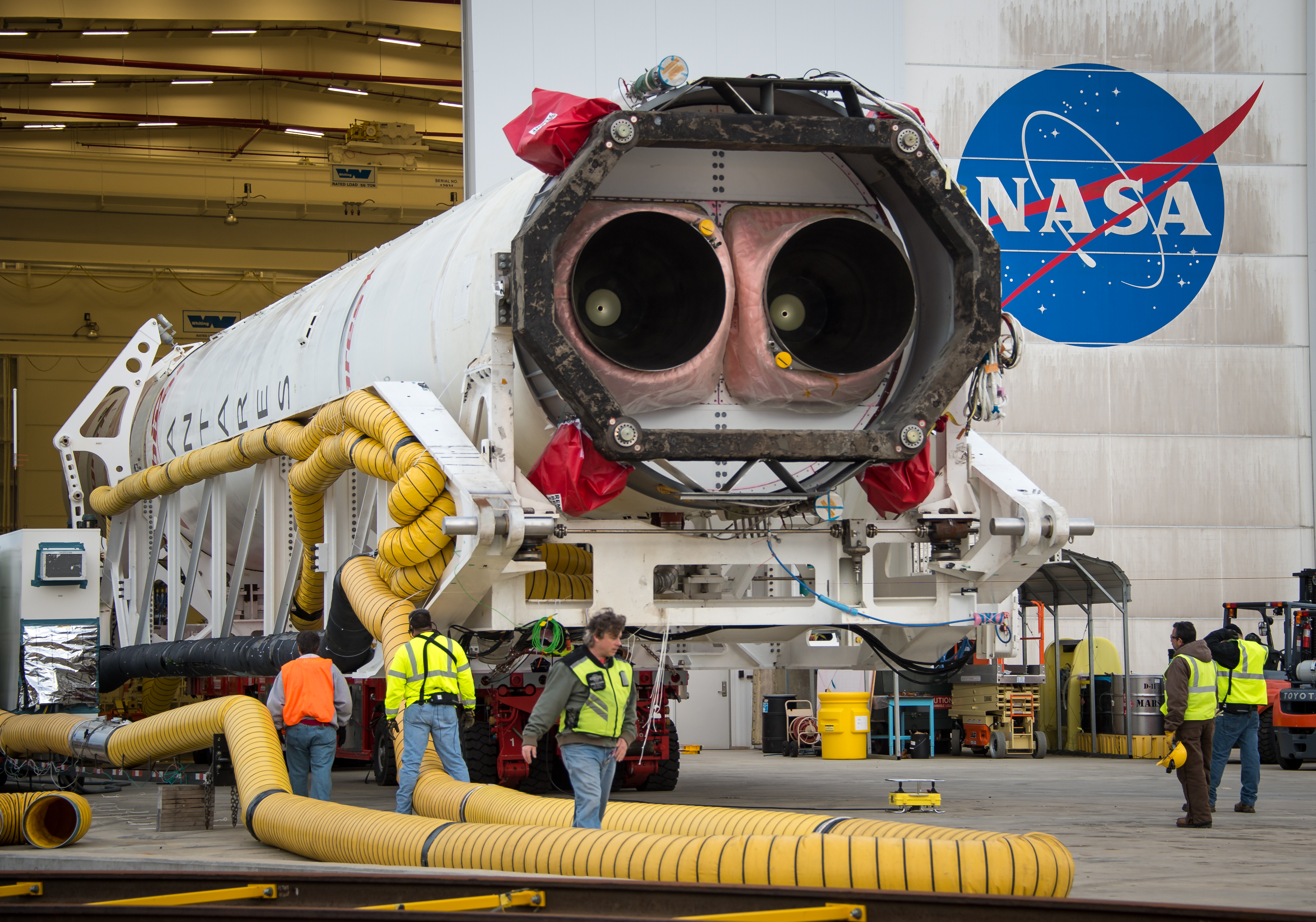
안타레스의 1단은 나로호의 RD-151과 추력이 비슷한 NK-33 엔진 2개를 장착했다

2014년 10월 28일, 국제 우주 정거장을 향하여 물품 보급을 위해 안타레스 로켓을 발사했는데, 6초만에 폭발하였다. 올라가다가 6초 후 엔진부분이 폭발하면서 힘없이 주저앉았다. 오비탈 사이언스의 관계자들은 이 폭발이 러시아제(소련제)의 구형 NK-33 엔진 때문이라고 밝혔다.
NK-33 엔진은 소련이 아폴로 11호를 쏘아올렸던 미국의 새턴 5호에 대항하기 위해 개발한 N-1 로켓의 1단부에 사용된 엔진인데, N-1 로켓의 1단부에 30개나 되는 엔진을 무리하게 클러스터링하여 5번의 시험발사 모두 실패로 돌아가게 되었고, NK-33 엔진은 방치되어 있는 상태로 후에 발견되어 안타레스의 1단 엔진으로 쓰이게 되었다. 오비탈 사이언스(ATK)사는 현재 안타레스의 NK-33 엔진을 대체할 새로운 엔진으로 RD-181을 선택했다.

## 디자인

### 안타레스 200
AJ26 엔진의 부식, 노후, 제한된 공급량 등의 문제로, 오비털은 새로운 1단 엔진을 선택했다.
2014년 10월, 러시아 타스 통신은 오비털 사이언스가 NPO 에네르고마쉬의 RD-193을 안타레스 1단의 새로운 엔진으로 선택했다고 보도했다.
2014년 12월 오비털 사이언스는 RD-191의 개량형인 RD-181을 AJ26 엔진 대신 안타레스 200 시리즈의 1단으로 사용할 것이라고 밝혔다.
2015년 여름 NPO 에네르고마쉬로부터 첫번째 RD-181 엔진을 인도받았다. 미국에서 2015년 가을에 29초 동안 연소시험을 실시했다.
안타레스 200, 300 시리즈의 1단은 RD-181 엔진 2개를 1단으로 사용할 것이다. 안타레스 100 시리즈의 AJ26 엔진 보다 440 kN (100,000 lbf) 추력이 높다. 따라서 200 시리즈는 7,000 kg (15,000 lb)의 화물을 지구 저궤도에 올릴 수 있게 되었다.
화물량이 증가함에 따라, 당초 안타레스 100 시리즈로 국제 우주 정거장에 5회 화물을 운송할 것을, 안타레스 200 시리즈는 4회로 줄일 수 있게 되었다.

### 안타레스 300
안타레스 200 시리즈는 RD-181 엔진의 추력을 196톤에서 188톤으로 낮추어서 사용했다. 300 시리즈는 RD-181 엔진을 100% 추력으로 사용할 것이다. 참고로, 한국의 나로호는 RD-181 계열 엔진의 추력을 196톤에서 170톤으로 낮추어서 사용했다.

### 2단
안타레스 2단은 캐스터 30 시리즈 고체연료 로켓을 사용한다. 캐스터 30은 미니트맨 미사일, 미노타우르-C의 1단인 추력 140톤 캐스터 120 고체 모터를 개조한 것이다.
안타레스의 2회 발사까지는 캐스터 30A를 2단으로 사용했다. 3회 발사부터는 보다 강력해진 캐스터 30B을 사용했다. 캐스터 30B는 평균추력 293.4 kN (65,960 lbf, 30 톤힘), 최대추력 395.7 kN (88,960 lbf, 40 톤힘)을 낸다.

## 같이 보기
- 상업용 궤도 운송 서비스
- 시그너스 우주선
- KSLV-II
- 소유스 로켓 - 무게 300톤, 화물 7톤인 점이 비슷하다